# オオバルリミノキ
オオバルリミノキ Lasianthus verticillatus はアカネ科の低木の1つ。名前に合わず、黒っぽい実をつける。

## 特徴
常緑性の低木で高さ1-2mほどになる。茎には伏せた短い毛がまばらに生える。葉は長楕円形（時に倒披針状長楕円形）で先は鋭く尖り、基部も鋭く細まる。葉柄は長さ5-10mmで、伏した短毛を密生する。葉身は長さ9-20cmで幅は3-6.5cmほど、葉の表は無毛だが、葉裏には伏せた短い毛が多い。葉質はうすい革質で葉の縁は滑らかか多少波打つ。托葉は狭い三角形で長さ4-5mm、先端は鋭く尖り、短い毛が多い。
花は3-5月に葉腋から1-4個を生じる。花柄はほとんどなく、苞葉はほとんど発達しない。萼筒は広い鐘形で長さ2mmに幅3-4mm、伏せた短い毛が多く、先端はほぼ切り取られたような形で小さな5つの歯がある。花冠は広い鐘形で白く、筒の部分は長さ4mm、先端は5つに裂けて開く。花冠の裂片は狭い倒卵形で先が丸くて長さ3mm。花冠の外面と花筒部の内側には柔らかな毛を密生するが、花冠の裂片の内側は毛がない。液果は楕円形で長さ9mm、幅6mm。果実の先端には萼が筒状に伸びてくっついている。果実が熟すと黒紫色になる。

## 分布と生育環境
奄美大島以南の琉球列島と大東諸島に分布し、国外では台湾、フィリピンに分布する。森林内に生える。

## 近似種など
本属には他に複数の種が同じ地域に見られる。その中で本種は葉の大きいことで多くのものとはっきり区別出来る。同程度の大きさになるのはタイワンルリミノキL. hirsutus位であるが、この種では茎や葉に剛毛が密生するのではっきり区別出来る。
なお、日本のこの属のもので果実が細長く、黒く熟するのは本種だけであり、他の種は球形の果実が瑠璃色に熟する。

## ギャラリー
オオバルリミノキ
- 黒い実（2025年1月 沖縄県恩納村安富祖 沖縄県民の森）
- 花の正面観
- 花の側面観